# Corral de Villalpando

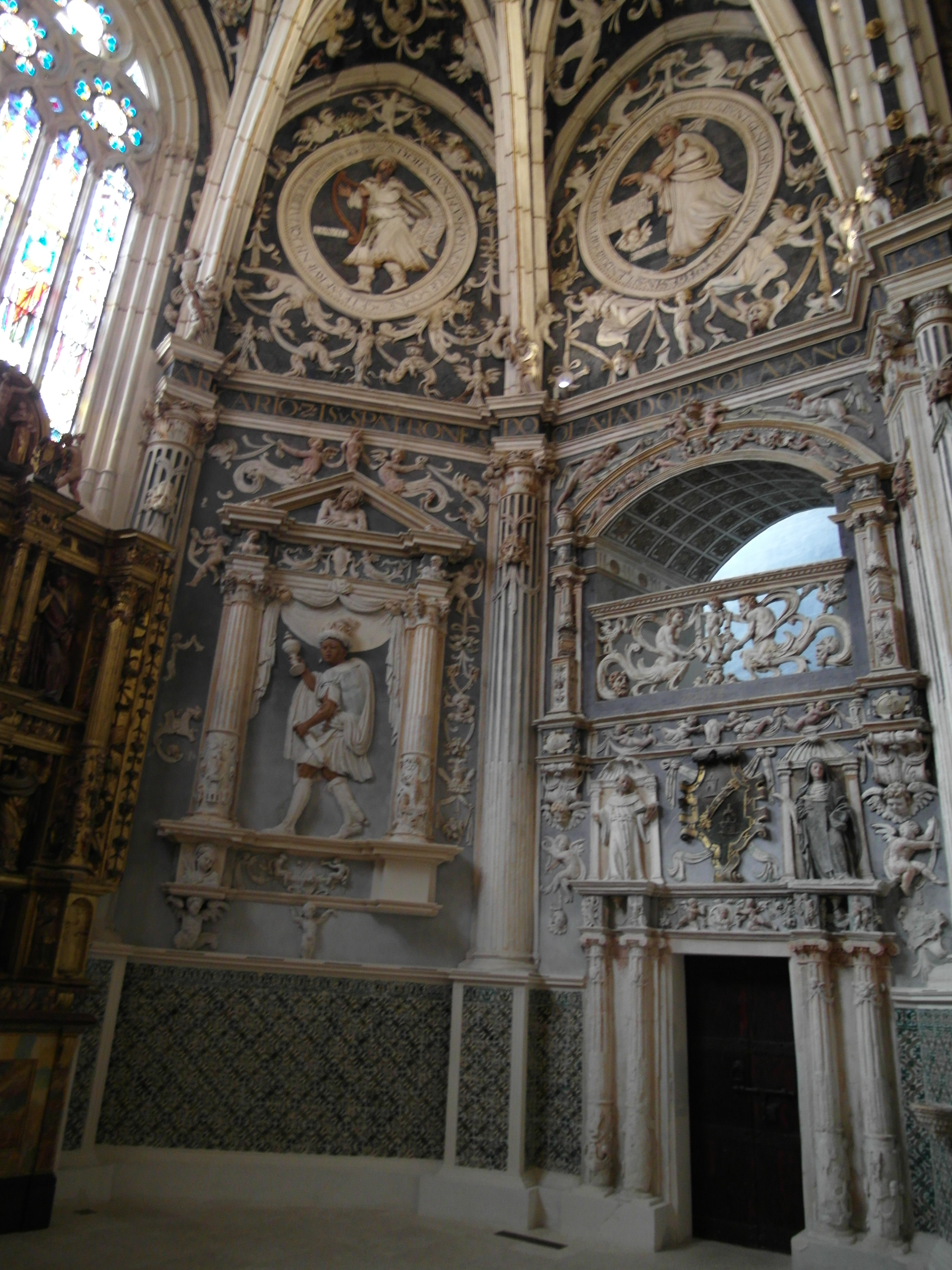
Capilla de los Reyes. Catedral de Palencia

Los  Corral de Villalpando fueron una familia de artistas naturales de Villalpando en Zamora que son recordados por la desbordante decoración con la que recubrieron sus principales obras. Nacidos a principios del siglo XVI se dedicaron a la ornamentación (Jerónimo Corral de Villalpando), la arquitectura (Juan Corral de Villalpando), la rejería (Ruy Corral de Villalpando) y en  arquitectura, orfebrería y escultura a Francisco Corral de Villapando conocido como Francisco de Villalpando, hermano de Rui Díez del Corral.
Jerónimo del Corral trabajó en yeso, por lo general policromado, en un estilo plateresco muy exuberante y dinámico que tiende a recubrir totalmente muros y bóvedas.

## Capilla de los Benavente en Medina de Rioseco - 1554
Se considera que la obra más representativa de los Corral de Villapando es la decoración que realizaron para la Capilla de los Benavente de la Iglesia de Santa María de Mediavilla en Medina de Rioseco. La capilla fue construida por Juan y su hermano Jerónimo la recubrió de una desbordante decoración representando en la bóveda El Juicio Final, y distribuidos por sus muros la Creación del universo, el Pecado Original y otras escenas tanto religiosas como profanas.

## Obras conservadas
- Tribunas de la Iglesia de San Francisco (1536) en Medina de Rioseco.
- Capilla de San Ildefonso, Iglesia de San Francisco (Palencia)
- Capilla de los Benavente (1543), en la Iglesia de Santa María de Mediavilla, en Medina de Rioseco, Valladolid.
- Decoración de la Casa Blanca ( -1653) en las afueras de Medina del Campo.
- Decoración de la cúpula de la Iglesia de San Juan Bautista en Rodilana (1563)
- Capilla de San Pedro o de los Reyes (1568) de la Catedral de Palencia. Arquitectura de Juan y decoración de Jerónimo.